# 리니나
리니나(중국어: 李妮娜, 병음: Lǐ Nīnà, 한자음: 이니나, 1983년 1월 10일~)는 중화인민공화국의 전직 프리스타일 스키 선수로 주 종목은 에어리얼이다. 2006년 동계 올림픽과 2010년 동계 올림픽에서 은메달을 획득했고, 세계 선수권 대회에서 3회 우승했다.

## 경력
리니나는 1983년 랴오닝성 번시에서 태어났다. 1991년 선양 소재의 스포츠 연구소 산하 체육학교에 입학했고 11살 때인 1994년 프리스타일 스키 에어리얼 종목 훈련을 시작했다.
2001년부터 중국 국가대표 선수로 활동했으며 그 해 1월 캐나다 휘슬러에서 개최된 2001년 세계 선수권 대회 에어리얼 경기에서 15위에 올랐다. 같은 해 9월 오스트레일리아 마운트불러에서 열린 월드컵 대회에 참가하여 첫 월드컵에 출전했다. 그녀는 오스트레일리아의 재키 쿠퍼의 뒤를 이어 2위에 올랐다. 이듬해인 2022년 1월에는 휘슬러에서 열린 월드컵에서 동메달을 획득했고 2월에 미국 솔트레이크시티에서 열린 2002년 동계 올림픽에 참가하여 5위에 올랐다.
리니나는 2003년 1월에 열린 월드컵에서 은메달 2개, 동메달 1개를 획득했고 2월에 미국 디어밸리에서 열린 2003년 세계 선수권 대회에 출전하여 11위를 기록했다. 이듬해인 2004년 8월 체코 슈핀들레루프믈린에서 열린 월드컵 경기에서 2002년 올림픽 우승자인 오스트레일리아의 얼리사 캠플린와 리디아 이에로디아코누를 꺾고 선수 경력 첫 월드컵 금메달을 획득했다.

## 기록

### 올림픽
| 순위 | 연도 | 개최지         | 종목     | 우승자        |
| ---- | ---- | -------------- | -------- | ------------- |
| 5.   | 2002 | 솔트레이크시티 | 에어리얼 | 얼리사 캠플린 |
| 2.   | 2006 | 토리노         | 에어리얼 | 에벨린 레우   |
| 2.   | 2010 | 밴쿠버         | 에어리얼 | 리디아 라실라 |
| 4.   | 2014 | 소치           | 에어리얼 | 알라 추페르   |